# 정상구립운석

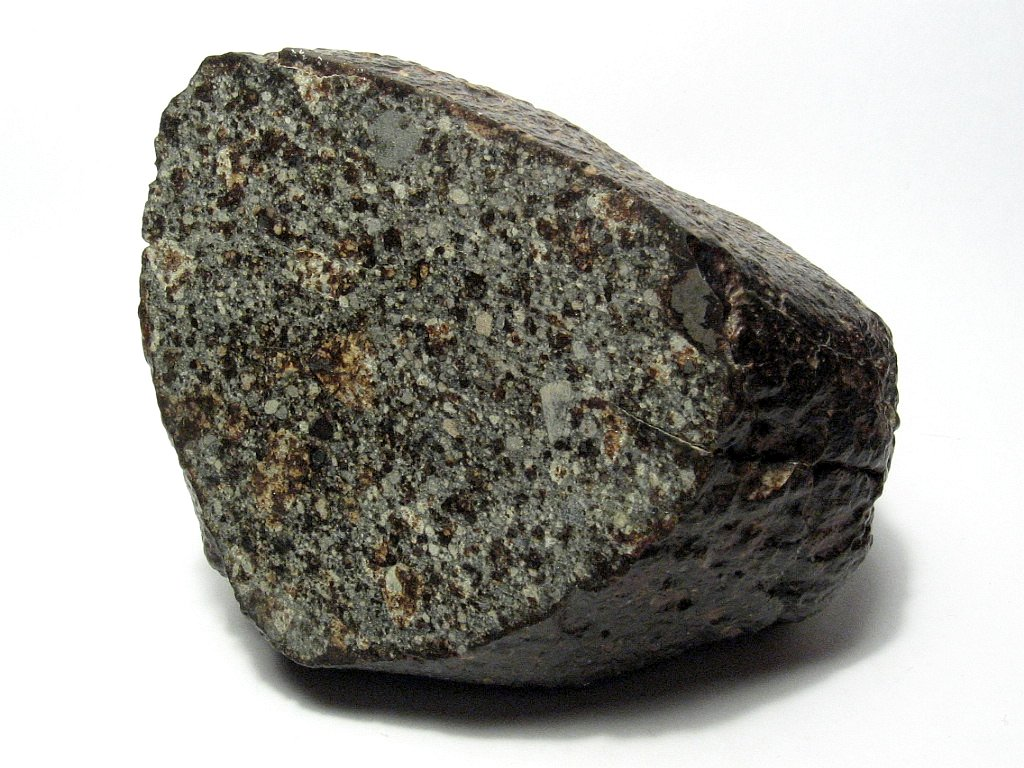

정상구립운석(Ordinary chondrites, OC)은 구립운석의 한 종류이다. 이 부류의 운석은 매우 흔하여, 발견된 운석들의 약 87%를 차지하고 있다. 그런 이유로 "정상"구립운석이라고 이름붙여졌다.
흥미롭게도, 정상구립운석들은 소행성 중 가장 많은 종류가 아니며, 그저 지구를 가로지르는 궤도를 잘 타는 소수의 부류인 것으로 보인다. 이런 장소로 커크우드 간극이나 소행성대 안에서 영년공명이 일어나는 곳이 있다. 사실, 정상구립운석과 유사한 스펙트럼을 나타낸 소행성은 그다지 중요하지 않은 3628 Božněmcová 하나 뿐이다.

## 같이 보기
- 콘드라이트
- 콘드률